# Europastraße 87
Die Europastraße 87 erstreckt sich von Odessa (Ukraine) bis Antalya (Türkei) über Rumänien und Bulgarien.

## Städte und Dörfer an der E87
Verlauf der E87 von Norden nach Süden:
in der UkraineOdessa – Mayaky
in der Republik MoldauPalanca (Ștefan Vodă) (nur ca. 7 km)
in der UkraineKrasna Kosa – Ismajil – Reni (Ukraine)
in der Republik MoldauGiurgiulești (nur ca. 2 km)
in RumänienGalați – Brăila – Măcin – Isaccea – Tulcea – Babadag – Ovidiu – Constanța – Eforie Nord – Eforie Sud – Mangalia (Grenzübergang Durankulak-Vama Veche)
in BulgarienSchabla – Kawarna – Baltschik – Warna – Bjala – Obsor – Nessebar – Pomorie – Burgas – Marinka – Kruschewez – Swesdez – Malko Tarnowo (Grenzübergang Malko Tarnowo-Dereköy)
in der TürkeiDereköy – Kırklareli – Babaeski – Havsa – Keşan – Gelibolu – Eceabat – (Fähre westlich der Dardanellen) – Çanakkale – Ayvalık – Izmir – Selçuk – Aydın – Denizli – Acıpayam – Korkuteli – Antalya